# Sega Multi-Mega

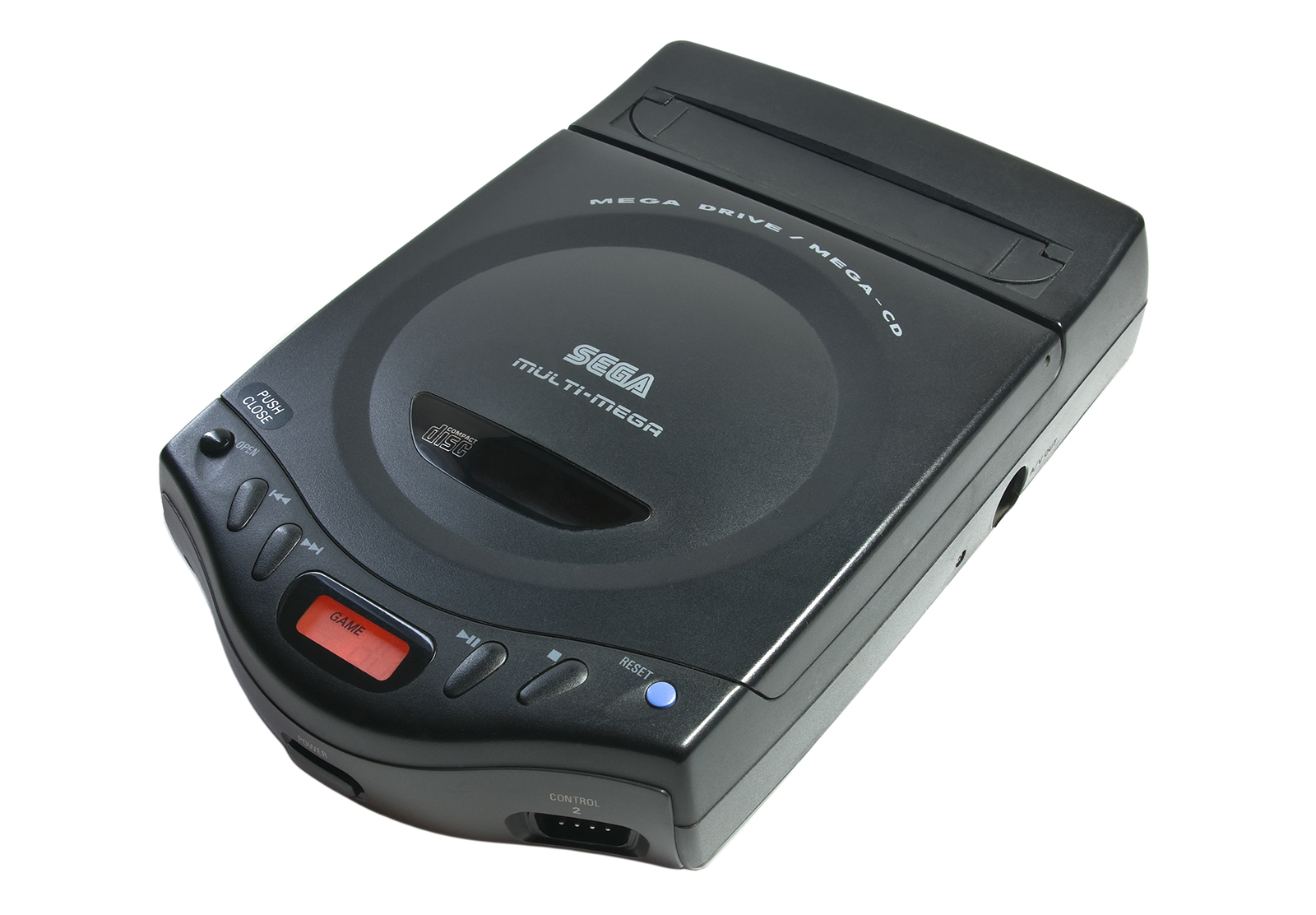
Sega Multi Mega (1994).

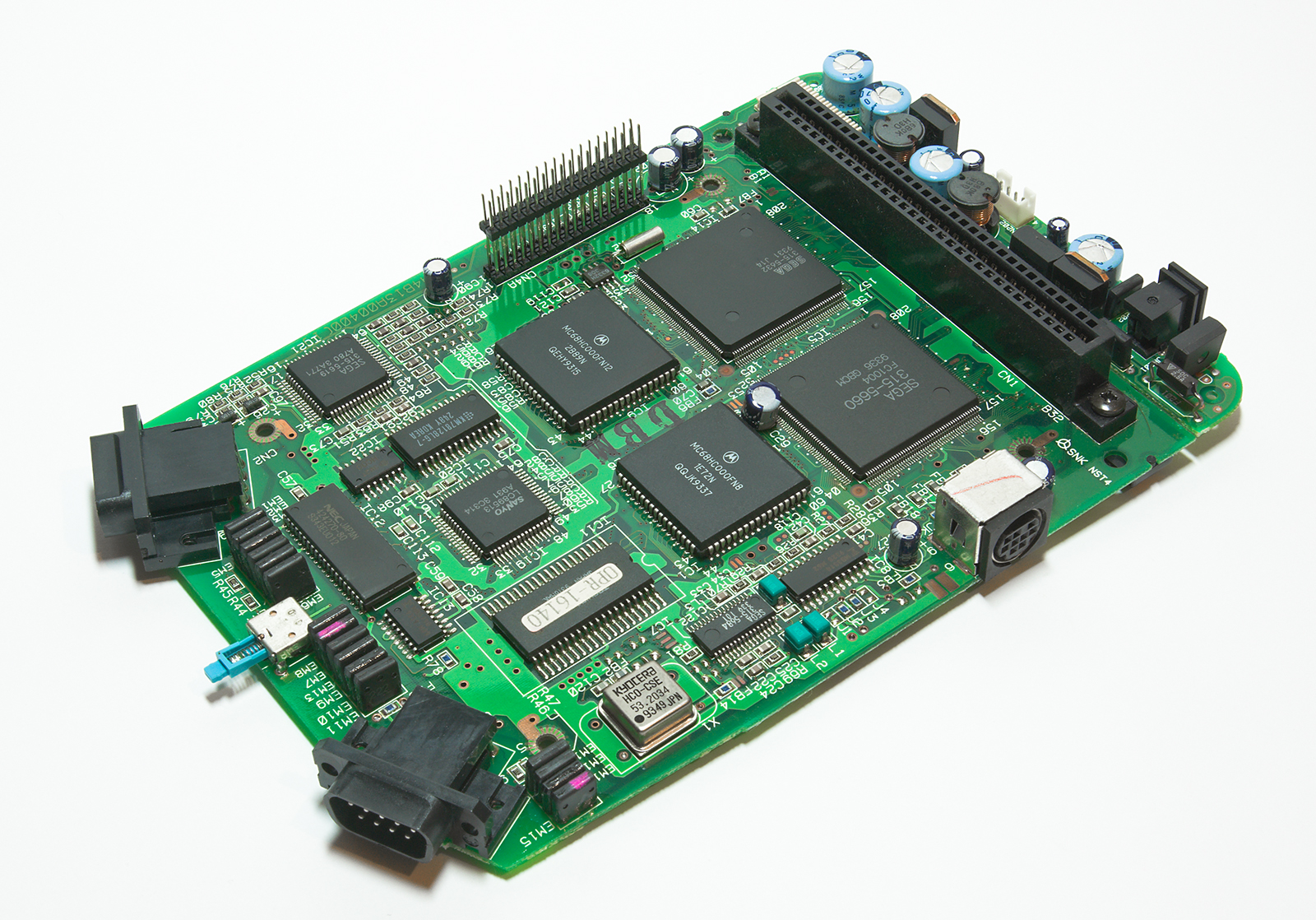
Placa madre.

La Sega Multi-Mega (Sega CDX en Estados Unidos) es una videoconsola de 16 bits lanzada por Sega en 1994, combinando una Sega Mega Drive (Sega Genesis en USA) y una de sus ampliaciones, el Sega Mega-CD (Sega CD en USA), en una sola unidad compacta como un último intento por parte de Sega por fomentar el interés de los consumidores en el incipiente formato Mega-CD. Se vendió bajo el nombre Multi-Mega en Europa (350 libras o 999 marcos), Genesis CDX en Estados Unidos (399 dólares) y Multi-Mega CDX en Brasil.
Se presentó en el Consumer Electronics Show de 1993 y se puso a la venta en abril de 1994 en Estados Unidos. Su alto precio hizo que no se vendiera muy bien, estimándose en 25.000 las unidades vendidas en el continente americano y europeo.

## Datos Técnicos
- CPU dos Motorola 68000 uno a 7.61 MHz o 7.67 MHz (PAL o NTSC, modo Mega Drive), otro a 12.5 MHz (modo Mega-CD). Un Zilog Z80A a 3.55 MHz o 3.58 MHz (PAL o NTSC) actúa como chip de sonido en modo Mega Drive y como CPU con un adaptador de Sega Master System (Master System Converter)
- ROM : 128 Kilobytes
- RAM : 64 Kilobytes + 8 Kilobytes de Sound-RAM). 768 KB adicionales en modo Mega-CD, con 128 KB dedicados al CD-ROM. 64 Kilobytes de RAM Backup para salvar estados de juegos.
- VRAM : 64 Kilobytes
- Gráficos controlados por un VDP, con un modo gráfico de 256 x 192 y 64 colores de una paleta de 512, 16 simultáneos en un Tile o sprites. La pantalla consiste en 2 planos de scroll. Cada plano está formado por tiles. Cada tile es un cuadrado de 8x8 pixel con 4 bits por pixel. Cada pixel puede tener 16 colores diferentes. Cada tile usa 1 de 4 paletas de color, por lo que en pantalla puede haber 64 colores a la vez, pero solo 16 en un tile. Cada tile necesita 32 bytes. Los sprites se componen también de tiles (hasta 4 x 4 tiles = 32 x 32 píxeles, con 16 colores), y puede haber hasta 80 simultáneos. En modo Mega-CD, un ASIC acelera los procesos gráficos
- Sonido un Texas Instruments SN76489 que proporciona 3 canales de sonido de onda cuadrada y 1 de ruido blanco y un Yamaha YM2612 FM con 6 voces y 4 operadores. En los juegos de Mega-CD se suman a estos 8 canales Audio CD estéreo
- Carcasa : rectangular con forma de punta redondeada en el frontal. Conector mini-DIN 9 de Audio/Vídeo/RGB idéntico al de la Mega Drive 2 en el lateral derecho. En el lateral izquierdo minijacks line out y auriculares (en color verde) y entre ellos rueda de control de volumen. En la trasera, conector de alimentación 10VDC 850 mA y trampilla de acceso al compartimento de pilas. En la zona superior, ranura de cartuchos, trampilla del CD ROM y botones de apertura, pista anterior, pista siguiente, pausa, stop y RESET. En el centro de los botones pequeña pantalla LCD. Debajo dos conectores DE-9 de joystick
- Soporte
  - Cartucho ROM
  - Sega CD, CD ROM ISO 9660 de 500 Kb, con protección de código de país al principio de la pista 1

## Capacidades
La Multi-Mega puede ejecutar tanto juegos Mega Drive como Mega-CD, gracias a la ranura de cartucho situada en la parte trasera y el lector de CD ROM de tapa abatible montado en la parte delantera. Como el Mega-CD, es capaz de reproducir CD audio y CD+G, y gracias a su tamaño compacto y a la presencia de un minijack para auriculares, puede usarse como discman portátil, alimentado por dos pilas AA. Sin embargo, de no usarse pilas de gama alta como las de litio, las baterías se agotan con rapidez. El equipo muestra controles de CD y una pantalla LCD retroiluminada para mostrar la pista en reproducción. Un conector minijack adicional line-out permite conectarlo a un equipo estéreo. Sin embargo, sólo se podía utilizar como videoconsola si estaba conectada la fuente de alimentación externa y los cables para la televisión/monitor, a diferencia de la portable Sega Nomad.

## Compatibilidad con la Sega 32X
Hay cierta confusión en cuanto a si el accesorio Sega 32X funciona con la Multi-Mega. Aunque el manual del 32X indica que funciona, Sega añadió una nota en el paquete para el comercio minorista de Estados Unidos negando este punto. Probablemente se debe a que la combinación Multi-Mega/32X nunca consiguió la aprobación de la Federal Communications Commission para su uso en Estados Unidos. En la publicidad del 32X en Europa, sin embargo, aparece conectado a un Multi-Mega. Varios usuarios han hecho pruebas con las variantes locales, comprobando que la combinación funciona correctamente.
Por otro lado, esos mismos usuarios indican que aunque la combinación funciona, es bastante inestable y provoca fatiga en los conectores, debido a que el 32X es mucho mayor que la Multi-Mega. Además, el 32X bloquea la apertura de la tapa del CD, lo que causa que para poder jugar a un juego como Night Trap haya que retirar el 32X, introducir el juego, volver a conectar el 32X y encender entonces la unidad, sin posibilidad (o muy difícil) de cambiar el CD ROM del juego.
En la práctica, el mantener los dos conectados convierte al equipo en mucho menos estable. Es mucho más propenso a la rotura, porque ninguna de las abrazaderas incluidas para asegurar el 32X con otras consolas Mega Drive/Genesis son apropiadas para la Multi-Mega (aunque en el manual USA se afirma que se puede comprar una). Se debe tener precaución con el hardware para evitar la caída de la unidad, o cualquier otra cosa que provoque un cambio de peso en el 32X, causando daños a la ranura de cartucho de la Multi-Mega. Es también recomendable usar un soporte casero que estabilice el 32X repartiendo el peso soportado.

## CartuchoDatel CDX
El Datel CDX fue un cartucho de Datel, creado para permitir jugar en un Mega-CD juegos de cualquier región. Comercializado sólo en Europa no tiene relación alguna pese al nombre.